# Spilopimpla
Spilopimpla is een geslacht van insecten uit de orde vliesvleugeligen (Hymenoptera) en de familie Ichneumonidae.

## Soorten
- S. alluaudi (Seyrig, 1935)
- S. annulicornis (Benoit, 1955)
- S. antennalis (Seyrig, 1935)
- S. arambourgi (Seyrig, 1935)
- S. bara (Seyrig, 1932)
- S. bicolor (Szepligeti, 1908)
- S. bifasciata (Brulle, 1846)
- S. concolor (Szepligeti, 1908)
- S. chappuisi (Seyrig, 1935)
- S. facialis (Seyrig, 1935)
- S. flaviceps (Cameron, 1906)
- S. grabensis (Benoit, 1955)
- S. impura (Seyrig, 1932)
- S. jeanneli (Seyrig, 1935)
- S. leleupi (Benoit, 1955)
- S. mayumbensis (Benoit, 1955)
- S. rubricosa (Morley, 1917)
- S. rufithorax Cameron, 1904
- S. seynaevei (Benoit, 1955)
- S. spinata (Benoit, 1953)